# 日本珈琲貿易
日本珈琲貿易株式会社（にっぽんコーヒーぼうえき - ）は、大阪府大阪市中央区南船場に本社を置く会社である。取扱商品はコーヒー生豆や輸入食品、焙煎機械などである。

## 概要
- 設立　1953年
- 本社所在地　大阪市中央区南船場4-11-18
- 支店所在地　東京・名古屋・福岡
- 代表者　代表取締役社長 武田 一郎
- 資本金　1億円

## 商品

### コーヒー生豆
- ブラジル：ニブラ・イーストコ・サンマリノ
- コロンビア：ラバージニア・モンテオロ
- インドネシア：ガヨマウンテン・バリアラビカシンザン
- パプアニューギニア:シグリAA

### 食品
- スキッピーピーナッツバター
- ベストフーズマヨネーズ
- エバルドゼラチン
- スマッカージャム
- チャオベラ（プレミアムジェラート、ソルベ）
- モピュール（メープルシロップ）
- PAY PAY（魚介類の缶詰）

### 機械 （ショップロースター）
- ノボローストマスター

## 関連会社
- ユニオンコーヒーロースターズ
- 東洋珈琲サービス